# Dever Orgill
Dever Akeem Orgill (Port Antonio, Jamaica, 8 de marzo de 1990) es un futbolista jamaicano. Juega de delantero.

## Selección nacional
Ha sido internacional con la selección de fútbol de Jamaica; donde hasta ahora, ha jugado 18 partidos internacionales y ha anotado 4 goles por dicho seleccionado.

## Clubes
| Club                       | País             | Año       |
| -------------------------- | ---------------- | --------- |
| Vancouver Whitecaps Sub-23 | Canadá           | 2008      |
| Vancouver Whitecaps        | Canadá           | 2008-2010 |
| St. George's S. C.         | Jamaica          | 2010-2013 |
| IFK Mariehamn              | Finlandia        | 2013-2016 |
| Wolfsberger AC             | Austria          | 2017-2019 |
| Ankaragücü                 | Turquía          | 2019-2020 |
| Antalyaspor                | Turquía          | 2020-2021 |
| Manisa F. K.               | Turquía          | 2021-2022 |
| Bodrumspor                 | Turquía          | 2023      |
| Doğan Türk Birliği         | Chipre del Norte | 2023-2024 |

## Palmarés

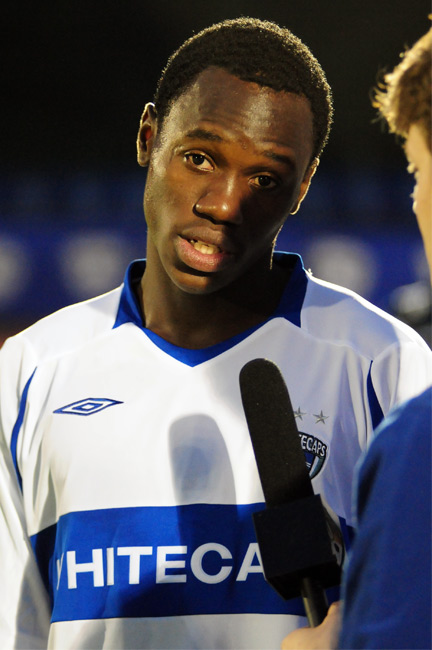
Orgill con Vancouver Whitecaps.

| Título             | Club                | País      | Año  |
| ------------------ | ------------------- | --------- | ---- |
| USL First Division | Vancouver Whitecaps | Canadá    | 2008 |
| Copa de Finlandia  | IFK Mariehamn       | Finlandia | 2015 |
| Veikkausliiga      | IFK Mariehamn       | Finlandia | 2016 |